# Игорь
И́горь (др.-сканд. Ingvarr, церк.-слав. Игорь) — мужское русское личное имя древнескандинавского происхождения.
По одной из версий, имя Игорь (как и имя Ингвар — Инъгварь, которое летописи отличают от первого) произошло от древнескандинавского имени Ingvarr. Древнерусское имя Ингвар(ь) является повторным заимствованием скандинавского имени Ingvarr, которое в своё время послужило прототипом для ставшего на Руси династическим имени Игорь; этимологическая связь русского Игорь и скандинавского Ingvarr была забыта и, соответственно, Ингвар(ь) и Игорь уже воспринимались как два различных имени. Первая часть имени — Ing — отсылает к одному из имён скандинавского Бога плодородия Фрейра, а вторая — Varr — значит «охранять». Таким образом, дословно имя Ингвар означет «Хранимый Фрейром». Существуют и женские скандинавские имена с тем же корнем: Инга, Ингрид и Ингеборга, которые могут происходить от имени скандинавской богини Фрейи.
По другой, менее распространённой версии, имя Игорь имеет кельтские корни и связано с кельтскими именами Iger, Inger, Ingar, Ingereld, Ingerard. В кельтской Бретани имена с «инговым» корнем (Inger, Inge) были широко распространены — известен целый ряд их форм, а также связанных с ними топонимов. Наличие в Скандинавии большого количества мужских и женских имён с компонентом Ing- в эпоху, предшествующую контактам скандинавов с кельтами, делает эту версию абсолютно безосновательной. Кельтский корень «инг», имеющий значение «дочь, девушка» никакого отношения к образованию скандинавских имён с созвучным корнем не имеет.
Данное имя относится к первым заимствованиям имён в древнерусском языке (дохристианскому периоду истории русских имён), а также к династии Рюриковичей. В связи с тем, что это было одно из имён, употреблявшихся знатью, оно имело в то время ограниченное употребление.
Имя Игорь никак не связано со словом иго.
Частотность имени Игорь заметно увеличивалась на протяжении 1899—1969 годов от 0,06 % до 6,1 %.
У разных народов имени Игорь соответствуют имена: Iggors, Ingvar, Yngvar, Ігор, Ігар и др.
Чествование имени по церковным правилам: 5 (18) июня (перенесение мощей), 19 сентября (2 октября) (именины).

## Русские князья
- Рюриковичи:
  - Игорь Рюрикович (ок. 878—945) — правитель Киевской Руси, по летописи — сын Рюрика
  - Игорь — русский князь, племянник Игоря Рюриковича, упомянутый в  договоре Руси с Византией 944 года
  - Игорь Ольгович (? — 1147) — сын Олега Святославича, князь киевский, признан православной церковью благоверным
  - Игорь Святославич (? — после 1147) — сын Святослава Ярославича, князь рязанский
  - Игорь Глебович (? — 1195) — сын Глеба Ростиславича, князь рязанский, двоюродный племянник предыдущего
  - Игорь Святославич (1151—1202) — сын Святослава Олеговича, князь новгород-северский, герой «Слова о полку Игореве»

- Романовы:
  - Игорь Константинович (1894—1918) — князь императорской крови, сын великого князя Константина Константиновича